# 弗爾博韋茨

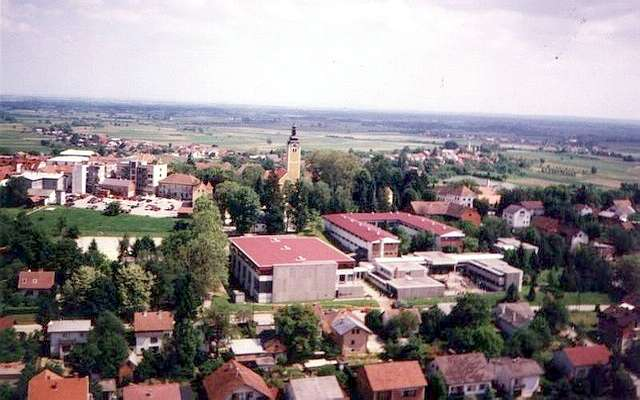

弗爾博韋茨是克羅地亞的城鎮，位於該國中部，距離首府薩格勒布32公里，由薩格勒布縣負責管轄，面積159.18平方公里，海拔高度125米，2011年人口14,802。

## 外部連結
- 官方网站 （克羅埃西亞文）

45°53′N 16°26′E / 45.883°N 16.433°E